# Пейзаж поблизу Фігераса
«Пейзаж поблизу Фігераса» — картина  іспанського художника  Сальвадора Далі, написана у 1910 році. Зараз зберігається в приватній колекції Альберта Філда в Нью-Йорку.

## Опис
Картина «Пейзаж поблизу Фігераса» була створена Сальвадором у віці 6 років на поштовій листівці і є однією із найранішніх збережених робіт художника. Картина написана тонким шаром олійної фарби, тому можна бачити елементи оформлення поштової листівки, які проступають по краях.
На багатьох роботах Сальвадора Далі в ранній період його кар'єри позначився вплив імпресіоністичного руху. Дана робота — один з яскравих прикладів, що ілюструють імпресіоністичний період творчості Далі. Протягом наступних десяти років художник буде використовувати все більш насичені та яскраві кольори аж до 1920-х років, коли почне створювати свої кубістичні та сюрреалістичні полотна.